# Flagge von British Columbia

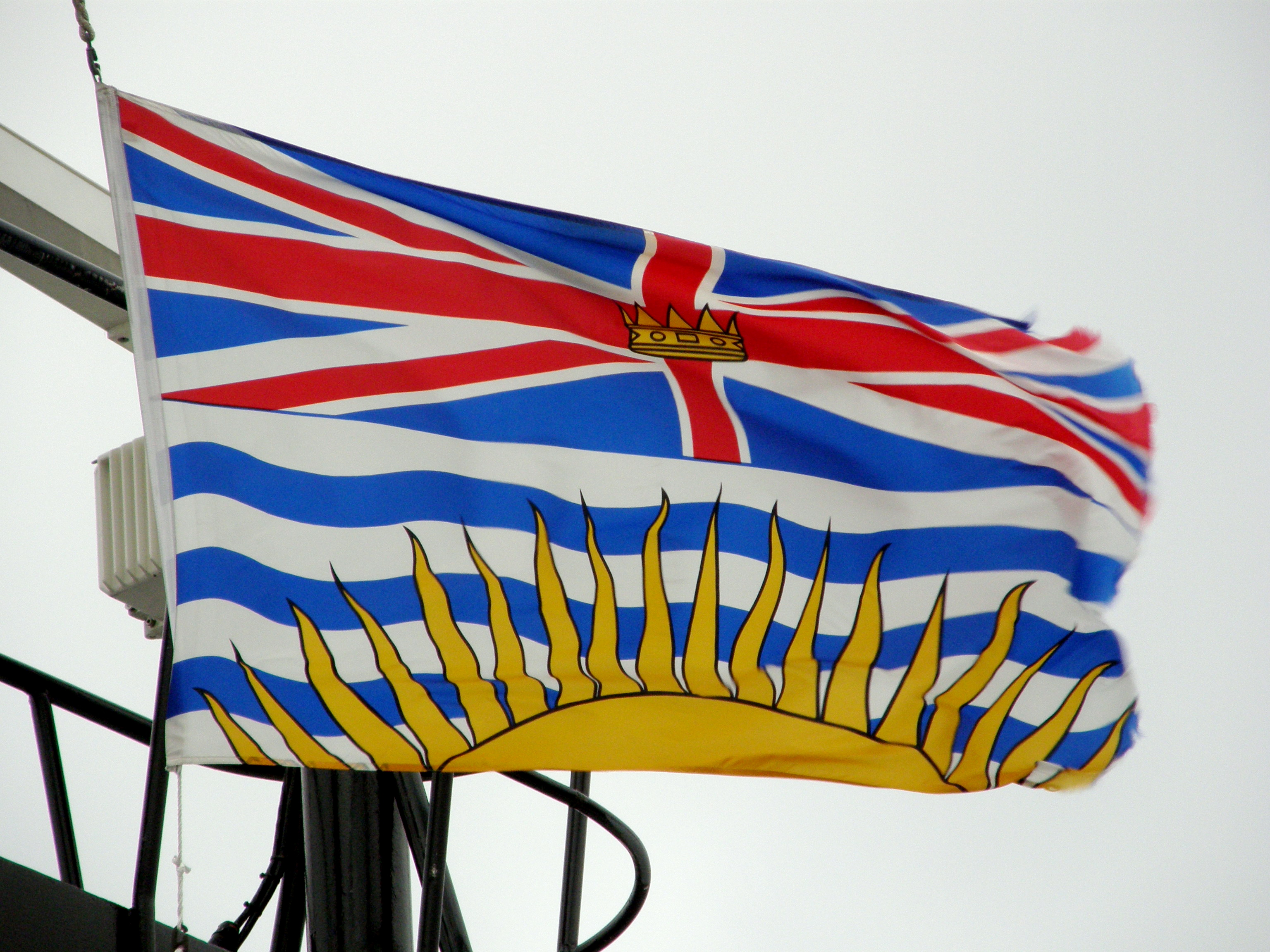
Wehende Flagge

Die Flagge von British Columbia stellt als Wappenbanner die Figuren aus dem Schild des Provinzwappen dar. Im oberen Drittel ist als Symbol der engen Verbundenheit mit Großbritannien die Union Flag abgebildet, die in der Mitte mit einer Krone belegt ist. Die beiden unteren Drittel zeigen in Weiß drei blaue Wellenbalken, die von der untergehenden Sonne überstrahlt werden. Die Flagge weist ein Seitenverhältnis von 5:3 auf.
Ab 1911 besaß British Columbia eine Flagge, die aber kaum je verwendet wurde. Es handelte sich um eine Red Ensign mit dem Wappen der Provinz. Die Einführung der neuen Flagge erfolgte am 14. Juni 1960 durch den damaligen Premierminister der Provinz, W. A. C. Bennett. Erstmals gehisst wurde sie an Bord der Fähre Queen of Sidney der Gesellschaft BC Ferries.